# Fußball-Weltmeisterschaft 1978/Gruppe A
| Pl. | Land           | Sp. | S | U | N | Tore    | Diff. | Punkte |
| --- | -------------- | --- | - | - | - | ------- | ----- | ------ |
| 1.  | Niederlande    | 3   | 2 | 1 | 0 | 009:400 | +5    | 05:10  |
| 2.  | Italien        | 3   | 1 | 1 | 1 | 002:200 | ±0    | 03:30  |
| 3.  | BR Deutschland | 3   | 0 | 2 | 1 | 004:500 | −1    | 02:40  |
| 4.  | Österreich     | 3   | 1 | 0 | 2 | 004:800 | −4    | 02:40  |

Gruppe A der Fußball-Weltmeisterschaft 1978:

## BR Deutschland – Italien 0:0
| BR Deutschland                                                            | BR Deutschland | Italien | Italien |
| ------------------------------------------------------------------------- | --- | --- | ------- |
| BR Deutschland                                                            | \| 1. Gruppenspiel \| \| Mittwoch, 14. Juni 1978 um 13:45 Uhr in Buenos Aires (Estadio Monumental) \| \| Zuschauer: 67.547 \| \| Schiedsrichter: Dušan Maksimović ( Jugoslawien) \| \| Spielbericht \|                                            | \| 1. Gruppenspiel \| \| Mittwoch, 14. Juni 1978 um 13:45 Uhr in Buenos Aires (Estadio Monumental) \| \| Zuschauer: 67.547 \| \| Schiedsrichter: Dušan Maksimović ( Jugoslawien) \| \| Spielbericht \|                            | Italien |
| BR Deutschland                                                            | Sepp Maier – Manfred Kaltz – Berti Vogts , Rolf Rüssmann, Bernard Dietz – Rainer Bonhof, Heinz Flohe (68. Erich Beer), Herbert Zimmermann (53. Harald Konopka) – Karl-Heinz Rummenigge, Klaus Fischer, Bernd Hölzenbein Cheftrainer: Helmut Schön | Dino Zoff – Gaetano Scirea – Claudio Gentile, Mauro Bellugi, Antonio Cabrini – Romeo Benetti, Marco Tardelli, Giancarlo Antognoni (46. Renato Zaccarelli) – Franco Causio, Paolo Rossi, Roberto Bettega Cheftrainer: Enzo Bearzot | Italien |
| 1. Gruppenspiel                                                           | | |         |
| Mittwoch, 14. Juni 1978 um 13:45 Uhr in Buenos Aires (Estadio Monumental) | | |         |
| Zuschauer: 67.547                                                         | | |         |
| Schiedsrichter: Dušan Maksimović ( Jugoslawien)                           | | |         |
| Spielbericht                                                              | | |         |

## Niederlande – Österreich 5:1 (3:0)
| Niederlande                                                                         | Niederlande | Österreich | Österreich |
| ----------------------------------------------------------------------------------- | --- | --- | ---------- |
| Niederlande                                                                         | \| 1. Gruppenspiel \| \| Mittwoch, 14. Juni 1978 um 13:45 Uhr in Córdoba (Estadio Olímpico Chateau Carreras) \| \| Zuschauer: 25.050 \| \| Schiedsrichter: John Gordon ( Schottland) \| \| Spielbericht \|                                                       | \| 1. Gruppenspiel \| \| Mittwoch, 14. Juni 1978 um 13:45 Uhr in Córdoba (Estadio Olímpico Chateau Carreras) \| \| Zuschauer: 25.050 \| \| Schiedsrichter: John Gordon ( Schottland) \| \| Spielbericht \|                | Österreich |
| Niederlande                                                                         | Piet Schrijvers – Ruud Krol – Piet Wildschut, Ernie Brandts (66. Adrie van Kraay), Jan Poortvliet – Wim Jansen, Arie Haan, Willy van de Kerkhof – René van de Kerkhof (60. Dick Schoenaker), Johnny Rep, Rob Rensenbrink Cheftrainer: Ernst Happel ( Österreich) | Friedrich Koncilia – Erich Obermayer – Robert Sara , Bruno Pezzey, Gerhard Breitenberger – Herbert Prohaska, Josef Hickersberger, Eduard Krieger, Kurt Jara – Wilhelm Kreuz, Hans Krankl Cheftrainer: Helmut Senekowitsch | Österreich |
| Niederlande                                                                         | 1:0 Brandts (6.) 2:0 Rensenbrink (35., Foulelfmeter) 3:0 Rep (36.) 4:0 Rep (53.) 5:1 W. van de Kerkhof (82.) | 4:1 Obermayer (79.) | Österreich |
| 1. Gruppenspiel                                                                     | | |            |
| Mittwoch, 14. Juni 1978 um 13:45 Uhr in Córdoba (Estadio Olímpico Chateau Carreras) | | |            |
| Zuschauer: 25.050                                                                   | | |            |
| Schiedsrichter: John Gordon ( Schottland)                                           | | |            |
| Spielbericht                                                                        | | |            |

## Italien – Österreich 1:0 (1:0)
| Italien                                                                  | Italien | Österreich | Österreich |
| ------------------------------------------------------------------------ | --- | --- | ---------- |
| Italien                                                                  | \| 2. Gruppenspiel \| \| Sonntag, 18. Juni 1978 um 16:45 Uhr in Buenos Aires (Estadio Monumental) \| \| Zuschauer: 66.695 \| \| Schiedsrichter: Francis Rion ( Belgien) \| \| Spielbericht \|                                                               | \| 2. Gruppenspiel \| \| Sonntag, 18. Juni 1978 um 16:45 Uhr in Buenos Aires (Estadio Monumental) \| \| Zuschauer: 66.695 \| \| Schiedsrichter: Francis Rion ( Belgien) \| \| Spielbericht \|                                                     | Österreich |
| Italien                                                                  | Dino Zoff – Gaetano Scirea – Claudio Gentile, Mauro Bellugi (46. Antonello Cuccureddu), Antonio Cabrini – Romeo Benetti, Renato Zaccarelli, Marco Tardelli – Franco Causio, Paolo Rossi, Roberto Bettega (72. Francesco Graziani) Cheftrainer: Enzo Bearzot | Friedrich Koncilia – Erich Obermayer – Robert Sara , Bruno Pezzey, Heinrich Strasser – Herbert Prohaska, Josef Hickersberger, Eduard Krieger, Wilhelm Kreuz – Walter Schachner (63. Johann Pirkner), Hans Krankl Cheftrainer: Helmut Senekowitsch | Österreich |
| Italien                                                                  | 1:0 Rossi (14.) | | Österreich |
| 2. Gruppenspiel                                                          | | |            |
| Sonntag, 18. Juni 1978 um 16:45 Uhr in Buenos Aires (Estadio Monumental) | | |            |
| Zuschauer: 66.695                                                        | | |            |
| Schiedsrichter: Francis Rion ( Belgien)                                  | | |            |
| Spielbericht                                                             | | |            |

## BR Deutschland – Niederlande 2:2 (1:1)
| BR Deutschland                                                                     | BR Deutschland | Niederlande | Niederlande |
| ---------------------------------------------------------------------------------- | --- | --- | ----------- |
| BR Deutschland                                                                     | \| 2. Gruppenspiel \| \| Sonntag, 18. Juni 1978 um 16:45 Uhr in Córdoba (Estadio Olímpico Chateau Carreras) \| \| Zuschauer: 40.750 \| \| Schiedsrichter: Ramón Barreto ( Uruguay) \| \| Spielbericht \|  | \| 2. Gruppenspiel \| \| Sonntag, 18. Juni 1978 um 16:45 Uhr in Córdoba (Estadio Olímpico Chateau Carreras) \| \| Zuschauer: 40.750 \| \| Schiedsrichter: Ramón Barreto ( Uruguay) \| \| Spielbericht \|                                 | Niederlande |
| BR Deutschland                                                                     | Sepp Maier – Manfred Kaltz – Berti Vogts , Rolf Rüssmann, Bernard Dietz – Rainer Bonhof, Erich Beer, Bernd Hölzenbein – Rüdiger Abramczik, Dieter Müller, Karl-Heinz Rummenigge Cheftrainer: Helmut Schön | Piet Schrijvers – Ruud Krol – Piet Wildschut (79. Dick Nanninga), Ernie Brandts, Jan Poortvliet – Wim Jansen, Arie Haan, Willy van de Kerkhof – René van de Kerkhof, Johnny Rep, Rob Rensenbrink Cheftrainer: Ernst Happel ( Österreich) | Niederlande |
| BR Deutschland                                                                     | 1:0 Abramczik (3.) 2:1 D. Müller (70.) | 1:1 Haan (27.) 2:2 R. van de Kerkhof (84.) | Niederlande |
| BR Deutschland                                                                     | Maier | W. van de Kerkhof (6.), Nanninga | Niederlande |
| BR Deutschland                                                                     | Nanninga (88.) | | Niederlande |
| 2. Gruppenspiel                                                                    | | |             |
| Sonntag, 18. Juni 1978 um 16:45 Uhr in Córdoba (Estadio Olímpico Chateau Carreras) | | |             |
| Zuschauer: 40.750                                                                  | | |             |
| Schiedsrichter: Ramón Barreto ( Uruguay)                                           | | |             |
| Spielbericht                                                                       | | |             |

## Niederlande – Italien 2:1 (0:1)
| Niederlande                                                               | Niederlande | Italien | Italien |
| ------------------------------------------------------------------------- | --- | --- | ------- |
| Niederlande                                                               | \| 3. Gruppenspiel \| \| Mittwoch, 21. Juni 1978 um 13:45 Uhr in Buenos Aires (Estadio Monumental) \| \| Zuschauer: 67.433 \| \| Schiedsrichter: Ángel Franco Martínez ( Spanien) \| \| Spielbericht \|                                                        | \| 3. Gruppenspiel \| \| Mittwoch, 21. Juni 1978 um 13:45 Uhr in Buenos Aires (Estadio Monumental) \| \| Zuschauer: 67.433 \| \| Schiedsrichter: Ángel Franco Martínez ( Spanien) \| \| Spielbericht \|                                                    | Italien |
| Niederlande                                                               | Piet Schrijvers (21. Jan Jongbloed) – Ruud Krol – Ernie Brandts, Jan Poortvliet – Wim Jansen, Johan Neeskens, Arie Haan, Willy van de Kerkhof – René van de Kerkhof, Johnny Rep (65. Adrie van Kraay), Rob Rensenbrink Cheftrainer: Ernst Happel ( Österreich) | Dino Zoff – Gaetano Scirea – Antonello Cuccureddu, Claudio Gentile, Antonio Cabrini – Romeo Benetti (77. Francesco Graziani), Renato Zaccarelli, Marco Tardelli – Franco Causio (46. Claudio Sala), Paolo Rossi, Roberto Bettega Cheftrainer: Enzo Bearzot | Italien |
| Niederlande                                                               | 1:1 Brandts (50.) 2:1 Haan (75.) | 0:1 Brandts (18., Eigentor) | Italien |
| Niederlande                                                               | Rep (35.), Haan (50.) | Benetti (40.), Cabrini (65.), Tardelli (70.) | Italien |
| 3. Gruppenspiel                                                           | | |         |
| Mittwoch, 21. Juni 1978 um 13:45 Uhr in Buenos Aires (Estadio Monumental) | | |         |
| Zuschauer: 67.433                                                         | | |         |
| Schiedsrichter: Ángel Franco Martínez ( Spanien)                          | | |         |
| Spielbericht                                                              | | |         |

## Österreich – BR Deutschland 3:2 (0:1)
| Österreich                                                                          | Österreich | BR Deutschland | BR Deutschland |
| ----------------------------------------------------------------------------------- | --- | --- | -------------- |
| Österreich                                                                          | \| 3. Gruppenspiel \| \| Mittwoch, 21. Juni 1978 um 13:45 Uhr in Córdoba (Estadio Olímpico Chateau Carreras) \| \| Zuschauer: 38.318 \| \| Schiedsrichter: Abraham Klein ( Israel) \| \| Spielbericht \|                                           | \| 3. Gruppenspiel \| \| Mittwoch, 21. Juni 1978 um 13:45 Uhr in Córdoba (Estadio Olímpico Chateau Carreras) \| \| Zuschauer: 38.318 \| \| Schiedsrichter: Abraham Klein ( Israel) \| \| Spielbericht \|                                         | BR Deutschland |
| Österreich                                                                          | Friedrich Koncilia – Erich Obermayer – Robert Sara , Bruno Pezzey, Heinrich Strasser – Herbert Prohaska, Josef Hickersberger, Eduard Krieger, Wilhelm Kreuz – Walter Schachner (71. Franz Oberacher), Hans Krankl Cheftrainer: Helmut Senekowitsch | Sepp Maier – Manfred Kaltz – Berti Vogts , Rolf Rüssmann, Bernard Dietz – Rainer Bonhof, Erich Beer (46. Hansi Müller), Bernd Hölzenbein – Rüdiger Abramczik, Dieter Müller (60. Klaus Fischer), Karl-Heinz Rummenigge Cheftrainer: Helmut Schön | BR Deutschland |
| Österreich                                                                          | 1:1 Vogts (59., Eigentor) 2:1 Krankl (66.) 3:2 Krankl (87.) | 0:1 Rummenigge (19.) 2:2 Hölzenbein (68.) | BR Deutschland |
| Österreich                                                                          | Sara, Prohaska | Abramczik | BR Deutschland |
| 3. Gruppenspiel                                                                     | | |                |
| Mittwoch, 21. Juni 1978 um 13:45 Uhr in Córdoba (Estadio Olímpico Chateau Carreras) | | |                |
| Zuschauer: 38.318                                                                   | | |                |
| Schiedsrichter: Abraham Klein ( Israel)                                             | | |                |
| Spielbericht                                                                        | | |                |